# Tinghir
 (avril 2010).
Si vous disposez d'ouvrages ou d'articles de référence ou si vous connaissez des sites web de qualité traitant du thème abordé ici, merci de compléter l'article en donnant les références utiles à sa vérifiabilité et en les liant à la section « Notes et références ».

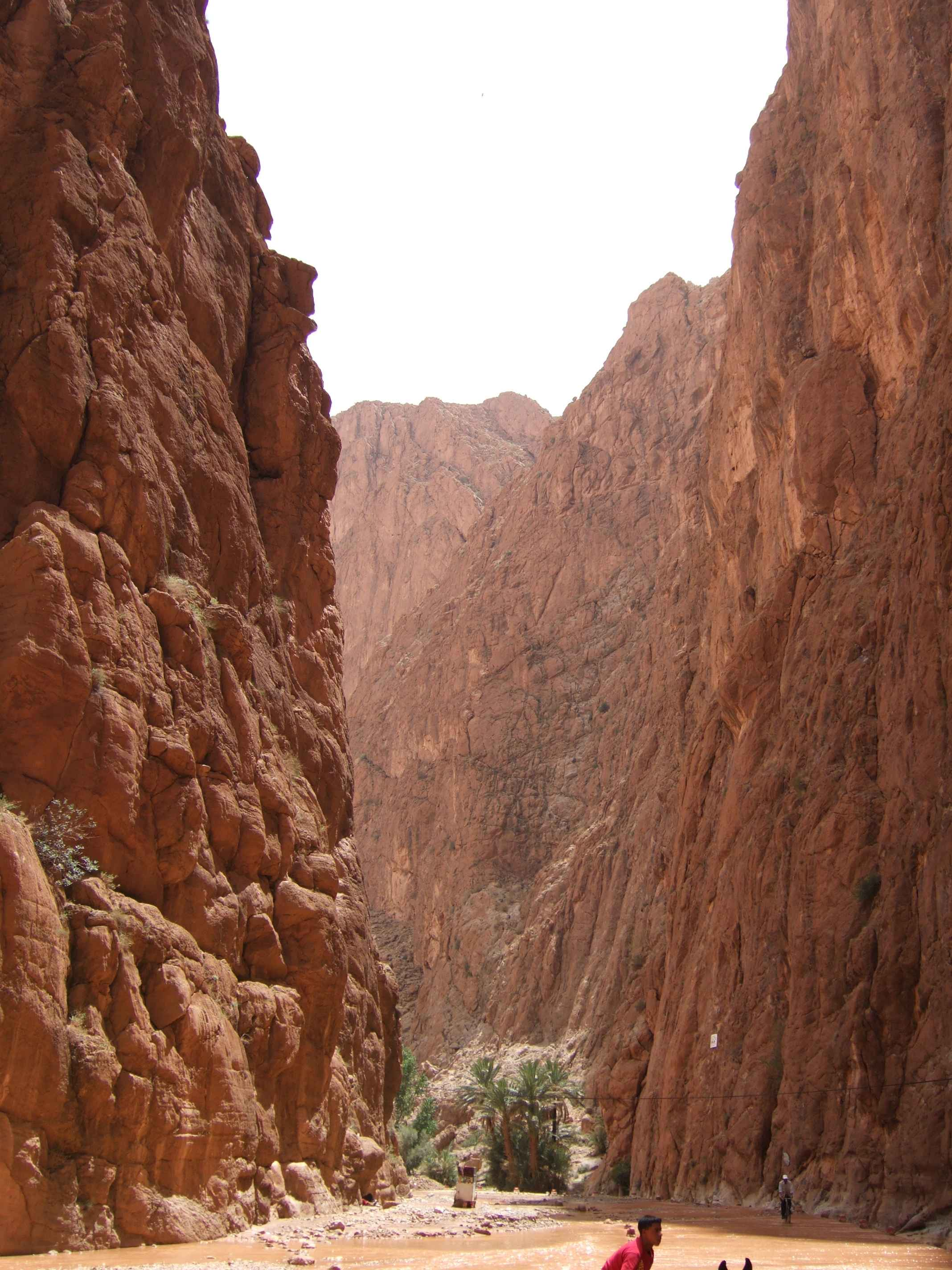
Gorges du Todgha toutes proches de Tineghir

Tinghir (en Amazigh : ⵜⵉⵏⵖⵉⵔ Tinɣir) est une ville Amazigh du Haut Atlas oriental.
Elle est le chef-lieu de la province de Tineghir depuis la création de cette dernière, en 2009, et faisait auparavant partie de la province de Ouarzazate. Son nom vient de l'Amazigh tin ghir, le lieu (tin) de la montagne (ighir, épaule ou crête). La ville proprement dite (municipalité de Tinghir) compte 42 044 habitants tandis que l’oasis dans son ensemble totalise 80 212 habitants selon le recensement de 2004. Tineghir, tout comme sa région, est peuplée essentiellement de population Amazigh.

## Géographie
Tinghir est située entre les montagnes du Haut Atlas et celles de l'Anti Atlas, elle est perchée à plus de 1 300 m d'altitude avec des pics pouvant atteindre 3 000 m d'altitude au nord.
Au sortir des gorges du Todgha, l’Assif du même nom se fraie difficilement un passage sur les pentes sud du Haut Atlas (à Tizguine), puis débouche dans la grande plaine reliant la région de Ouarzazate au Tafilalet pour serpenter sur une vingtaine de kilomètres jusqu’à l'oued Ferkla.
La palmeraie de Todgha, très dense et très étendue, se compose uniquement des deux rives de l’assif Todgha ; elle est irriguée par un réseau de canalisations appelées en Amazigh tirgwin (sg targa). Absorbée par un grand nombre de ces canaux d’irrigation, l’eau n’arrive généralement pas jusqu’au Ferkla, affluent du Ghéris, sauf lors de fortes crues.

## Économie

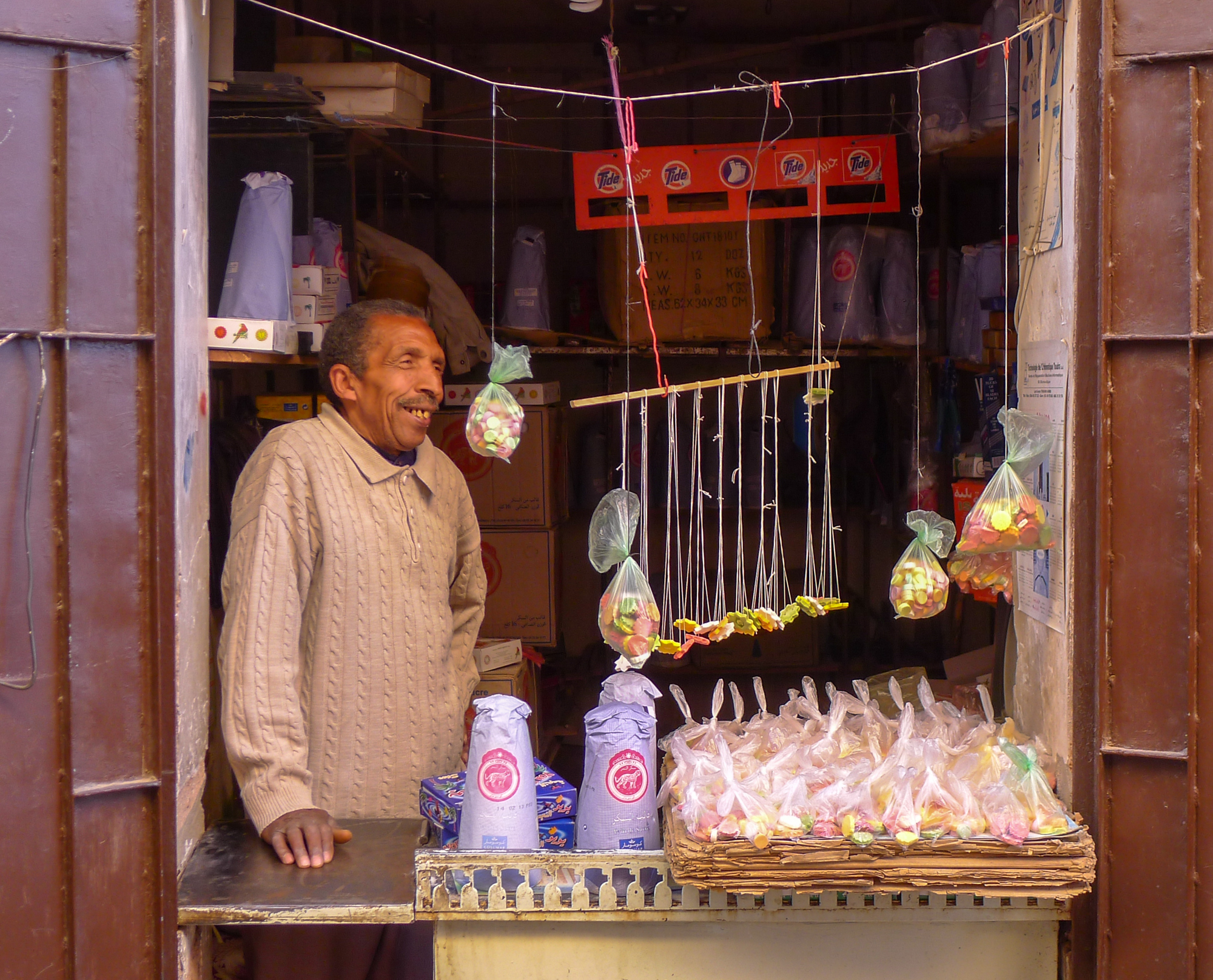
Marchand de confiserie.

L'économie de la ville repose sur le secteur du commerce profitant de sa situation géographique qui en fait un carrefour entre les chefs-lieux (Aït Vallée du Toudra au centre), et les villages avoisinants Aït Atta. Tinghir est ainsi devenu un grand centre commercial où les échanges commerciaux de différents produits (surtout de première consommation) s'effectuent quotidiennement et à l'occasion des grandes fêtes et moussems. L'économie de Tineghir repose en deuxième lieu sur les activités touristiques. En effet, Tineghir jouit d'une luxuriante nature composée d'une vaste oasis de palmiers et d'oliviers et de gorges au nord (grandes saillies dans les montagnes du Haut-Atlas) et aussi de monuments historiques dont de vieilles casbahs et ksours. En troisième lieu, les résidents à l'étranger de la population de Tinghir (la France, la Belgique, l'Espagne, les Pays-Bas...) injectent périodiquement des devises dans les nerfs de l'économie locale. Le rôle du secteur agricole se minimise de plus en plus et perd sa place de première activité exercée au passé à cause de son caractère archaïque ne répondant plus aux besoins des populations et à cause surtout de la limite des terres cultivées.
Le secteur industriel est presque absent, hormis quelques activités artisanales : ferronnerie, menuiserie, tôlerie...
Tineghir accueille aussi une activité minière dans la Mine d'argent d'Imiter mais qui n'apporte pas de contribution réelle dans l'économie locale et ne constitue pas un facteur réel de développement puisque l'activité est limitée à l'extraction du minerai et à son exportation par une société appartenant au holding royal qui n'a pas d'autre activité à Tineghir.

## Activités socio-culturelles
Des activités socio-culturelles connaissent une forte croissance depuis ces cinq dernières années, des projets visant le divertissement des jeunes enfants se multiplient dans un grand nombre de villages de la ville, et également des projets d'alphabétisation visant les  adultes et notamment les femmes, se mettent en place. Ces projets sont appuyés par un grand nombre d'associations sur place et à l'étranger (ATD, GTF, APS, Atlassolidarité, Askter, amazan paris (www.amazan.fr) et beaucoup d'autres).
De plus en matière d'activités socio-culturelles, un premier festival des Gorges de Tineghir qui a eu lieu été 2010. En juillet 2010, Rouicha est invité à chanter pour inaugurer le premier grand festival des Gorges de Tineghir qui a eu lieu le 28, 29 et 30 juillet dans la commune de Tineghir (province de Tineghir). Un rendez-vous qui lui tient très à cœur dans la mesure où sa mère est originaire de cette commune de plusieurs dizaines de milliers d'habitants.
En effet, avant même de commencer à jouer "loutar" il n'oublie surtout pas de le rappeler avec cette phrase: "mimiss n'moulay Lahcen, mimiss n'lala Aicha iliss n'moulay Hanafi oult tdoght." littéralement traduit: "Fils de Moulay Lahcen, fils de Lala Aicha fille de Moulay Hanafi originaire de Toudgha", une phrase qui rappelle que l'artiste ne fait que revenir aux sources pour jouer dans la région dont sa mère est originaire à savoir la vallée du Toudgha.

## Géographie naturelle

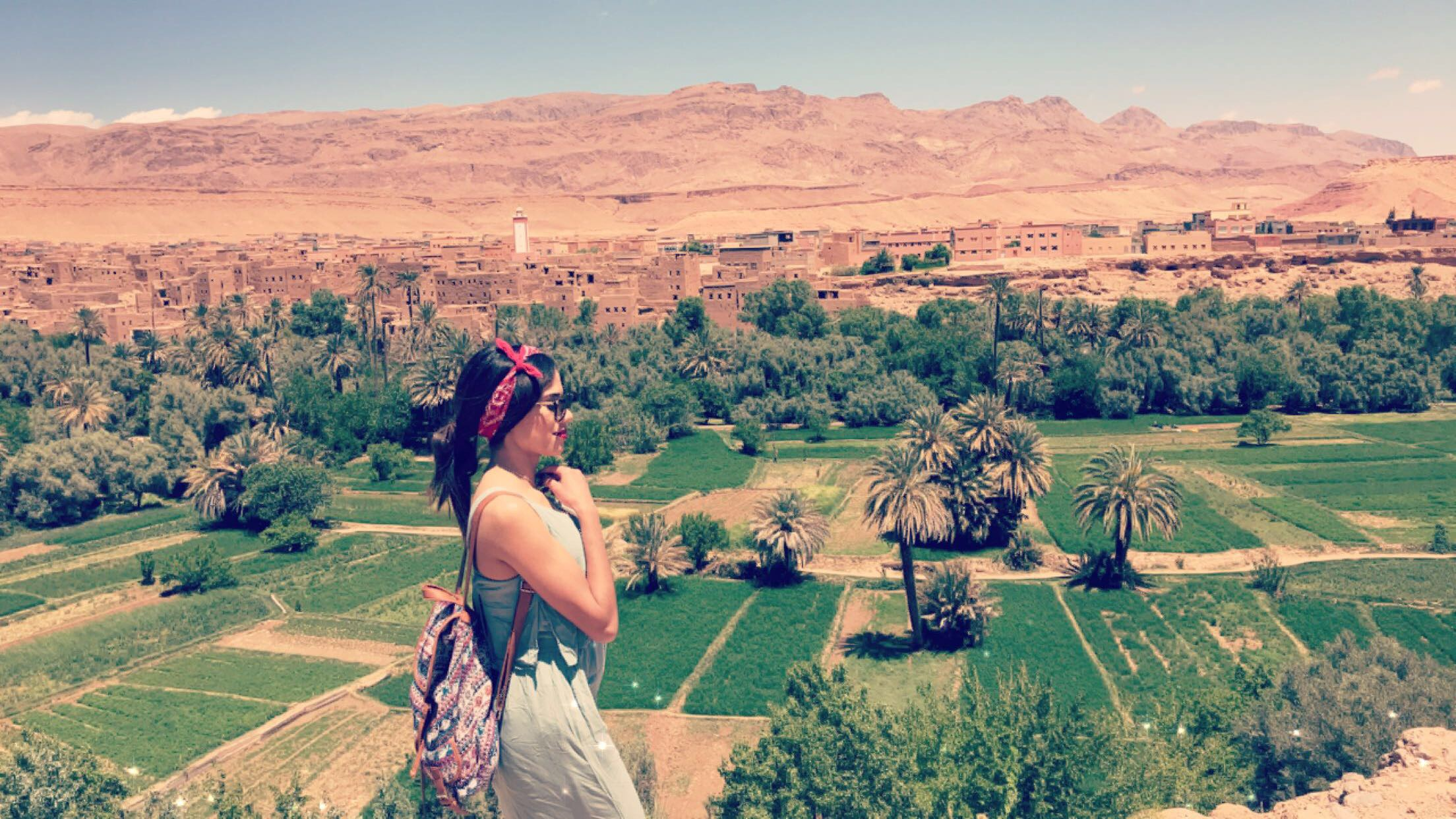
Vue sur l'oasis et le qsar de Tinghir

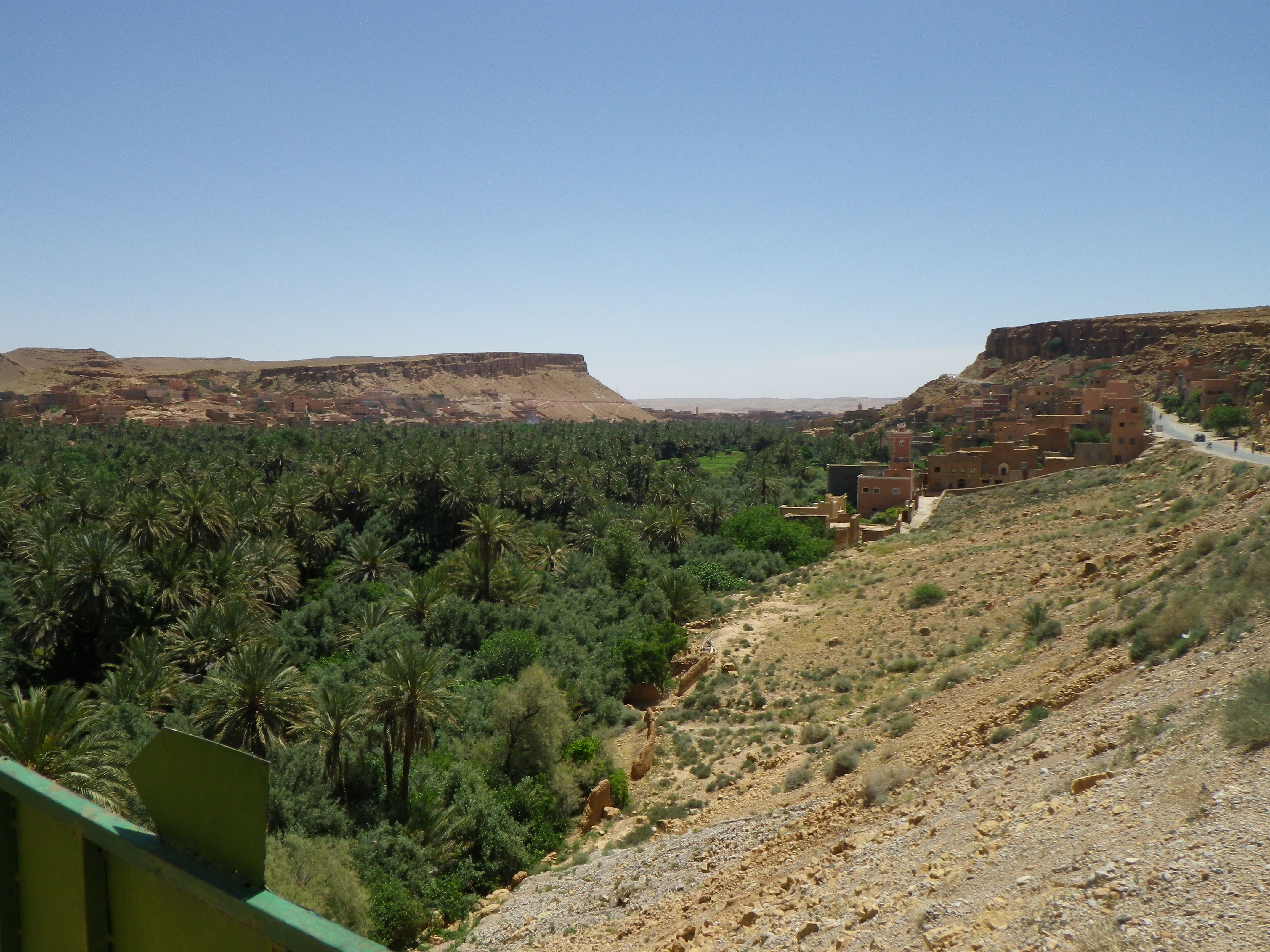
La palmeraie à l'entrée des gorges du Todgha

Tineghir est une immense oasis s'étendant sur environ 30 km de longueur et variant de largeur entre 200 m en amont et 4 km en aval.
Le climat de la région de Tineghir est aride, (140 mm/an, de manière irrégulière), avec des hivers frais, liés à l'altitude (1 430 m en moyenne), et la latitude (31°30°).
Elle est néanmoins le point le plus élevé (en altitude) de culture du palmier dattier qui connait récemment un grave recul au profit de l'olivier.
La région de Tineghir est coincée entre deux massifs montagneux, s’étendant sur plus de 700 km de long, du sud-ouest au nord-est du Maroc :
Le Haut Atlas central au nord culminant à plus 4 100 m (Adrar Mgoun). Le djebel Saghro au sud, continuité naturelle de l'Anti-Atlas.
On parle alors de sillon sud-atlasique, où se situe d’ailleurs la route allant du Ouarzazate au Tafilalt par Skoura, Mgouna, Dades, Todgha, Ferkla, Gheris.
Pendant l’ère secondaire, cette région a été envahie périodiquement par la mer, d’où d’épais dépôts de sédiments riches en fossiles marins (les ammonites étant largement représentées).
La surrection de l’Atlas, durant le tertiaire principalement, provoque le retrait de la mer et les déformations des strates de roches (plis, failles). L’érosion éolienne et fluviale finit de façonner ce paysage désertique de roches calcaires et argileuses.
La rivière Todgha a creusé au cours du temps ces couches de roches, ce qui a donné naissance à d’impressionnantes gorges hautes de 300 m. De plus, Les gorges du Todgha sont les plus belles du sud marocain et sont surtout célèbres pour avoir été le lieu de tournage de nombreux films dont les plus célèbres sont Lawrence d’Arabie et Cent mille dollars au soleil. Enfin c'est un lieu éminemment touristique, on entend souvent parler de Grand Canyon du Maroc pour parler des Gorges de Todgha car ces lieux sont réputés auprès des amateurs d'escalade.

## Quartiers de la ville

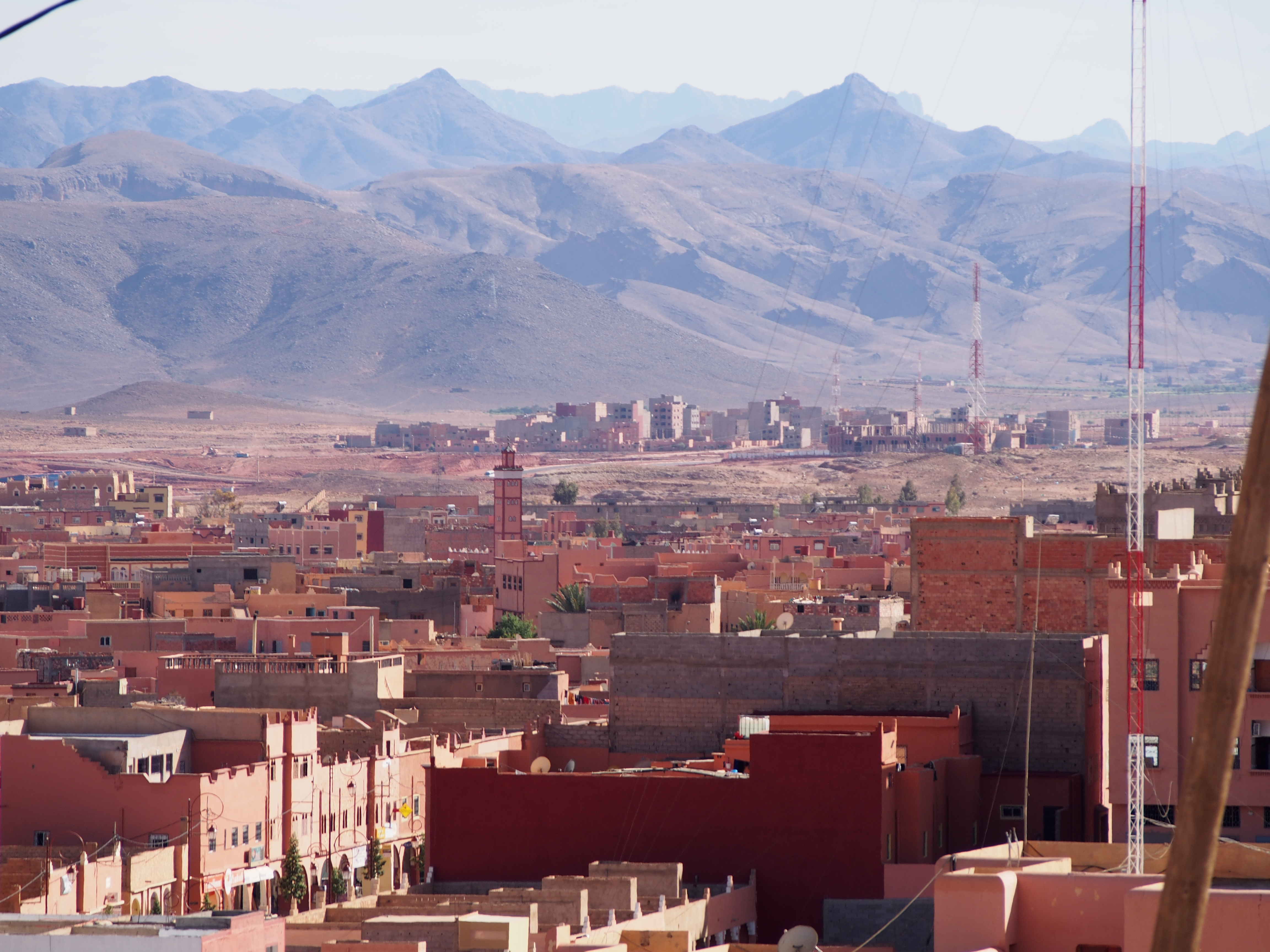
Vue sur la ville de Tinghir

Les principaux quartiers du centre de Tinghir sont : Ksar Tinghir (comprenant les tribus: Aït Berra, Ihartane n Tinghir et Aït Lhaj Ali), Afanour, le plus grand en termes d'étendue et de population, Tiydrine, Tighremt n Tesga, Aït OUrjdal, Imzilen, Ichmarin, Aït Oujana Tagoumaste, Ilgane, Helloul, Tamassint, Ifri, Azrou, Aït Boulmane, Aït Lqati, Aït Lhcen Ouâli, Tiydrine, Aït Zilal, Asfalou, Aït Boujjane, Ifri, Iâadouane.
Avec le développement de la ville d'autres quartiers se sont constitués au centre de Tineghir dont le plus ancien quartier administratif qui regroupe des maisons de fonctionnaires des administrations locales ainsi que le quartier des forces auxiliaires appelé "Adouar" [adwar].
Plus loin, les quartiers Lfilaha, Lmssella, Bougafer, Tichka, La cité des Fonctionnaires, La cité ouvrière, El Ouafa et quartier Attaâoune [ata3awun](entraide) sont des quartiers récents et témoignent de l'expansion lente mais évidente de la ville grâce aux immigrés des régions avoisinantes et aussi des immigrés des quartiers de la vallée de Toudgha.
Le quartier Aït Berra est le plus étendu et regroupe plusieurs quartiers dont celui habité par les Aït Salem, Aït Saïd Ouychou, Ighrem Oujdid, Amerdoul et Tahite. Les habitants de ces quartiers sont les anciens habitants du ksar de Tineghir avant leur déplacement hors du ksar.
Dans le cercle urbain de Tineghir, les quartiers de Tagoumaste et d'Afanour sont les plus importants côté habitants et superficie.
En 2005, le roi Mohamed VI a inauguré les travaux d'aménagement du pôle urbain de Tineghir. Depuis lors, les habitations et les services publics et privés ne cessent de s'émerger créant ainsi des quartiers modernes à l'ouest de la ville.

### Filmographie
- Kamal Hachkar, Tinghir-Jérusalem : Les Échos du mellah, 2011, long métrage documentaire « [vidéo] Version écourtée » de ce film mise en ligne le 30 mai 2012 sur Dailymotion par la chaîne publique marocaine 2M (co-productrice), après l'avoir diffusée le 8 avril 2012[2] dans l'émission Des histoires et des hommes. Il témoigne de l'existence d'une communauté berbère juive ayant vécu, « depuis la nuit des temps et jusqu'au début des années 1960 »[2], en bonne entente avec la communauté musulmane de Tineghir, et a valu à son réalisateur, professeur d'histoire franco-marocain originaire de Tineghir[2], de recevoir le prix de la première œuvre lors du Festival national marocain du film 2013[3].

## Celibrités
Mohamed Rabii - Médaille de Bronze (Boxe) lors des JO 2016 à Rio de Janeiro (Brésil)
Karim Ghajji - 12 Fois champion du monde ISKA (Kick-boxing)
Eliesse Ben Seghir - Footballeur de L’AS Monaco et de l’équipe nationale marocaine de Football
Yunis Abdelhamid - Footballeur de L’AS Saint-Etienne et de l’équipe nationale marocaine de Football